# La signora Valeri - Le donne alla radio di Franca Valeri
La signora Valeri - Le donne alla radio di Franca Valeri è un album dal vivo dell'attrice italiana Franca Valeri, pubblicato nel 2007.

## Descrizione
L'album è stato registrato dal vivo durante le trasmissioni radiofoniche dell'attrice nei primi anni della sua carriera e pubblicato dalla casa discografica Twilight Music nella collana Via Asiago, 10 e distribuito dalla Halidon.

## Tracce
1. Sipario e... ...per la Valeri
2. La signorina snob
3. Le permalose d'Italia e...
4. ...Cesira, la manicure
5. La signora Cecioni
6. La benefattrice di classe
7. La stella rionale
8. L'attrice
9. La sarta romana (La pigrizia)
10. La persona fine
11. La presentatrice di Sanremo
12. La moglie del tenore
13. Il mestiere di tifosa
14. La bolognese intellettuale
15. La nobildonna veneta (sulle radio-TV)
16. La milanese moderna ma sentimentale
17. Il dissidio tra coniugi
18. Il viaggio
19. La storia dei Gobbi

## Edizioni
- 2007 - La signora Valeri - Le donne alla radio di Franca Valeri (Twilight Music-Via Asiago, 10, TWI CD AS 07 36, CD)